# Schrattenthal
Schrattenthal osztrák város Alsó-Ausztria Hollabrunni járásában. 2022 januárjában 893 lakosa volt. 

## Elhelyezkedése

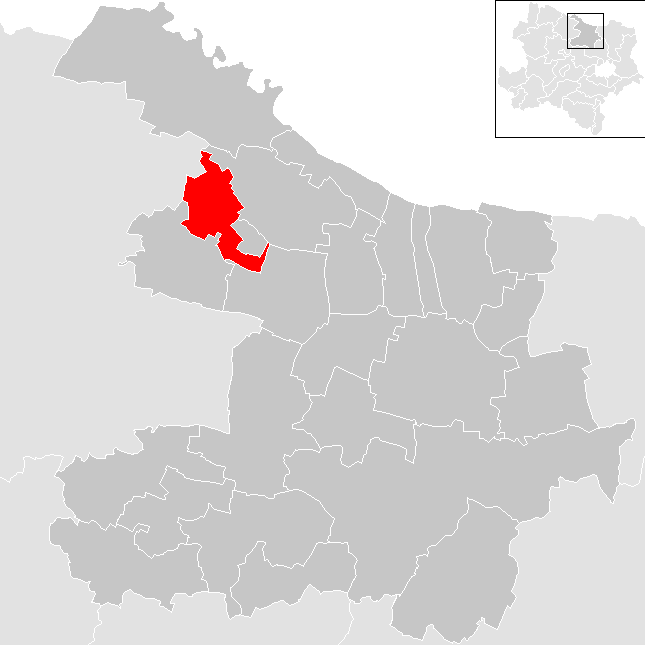
Schrattenthal a Hollabrunni járásban

Schrattenthal a tartomány Weinviertel régiójában fekszik, az Schrattenbach folyó mentén, a Gránit- és Gneiszfennsíkon. Területének 34,4%-a erdő, 20,9% szőlő, 37,8% áll egyéb mezőgazdasági művelés alatt. Az önkormányzat 3 települést egyesít: Obermarkersdorf (374 lakos 2022-ben), Schrattenthal (312 lakos) és Waitzendorf (207 lakos).
A környező önkormányzatok: északkeletre Retz, délkeletre Zellerndorf, délnyugatra Pulkau, északnyugatra Weitersfeld.

## Története

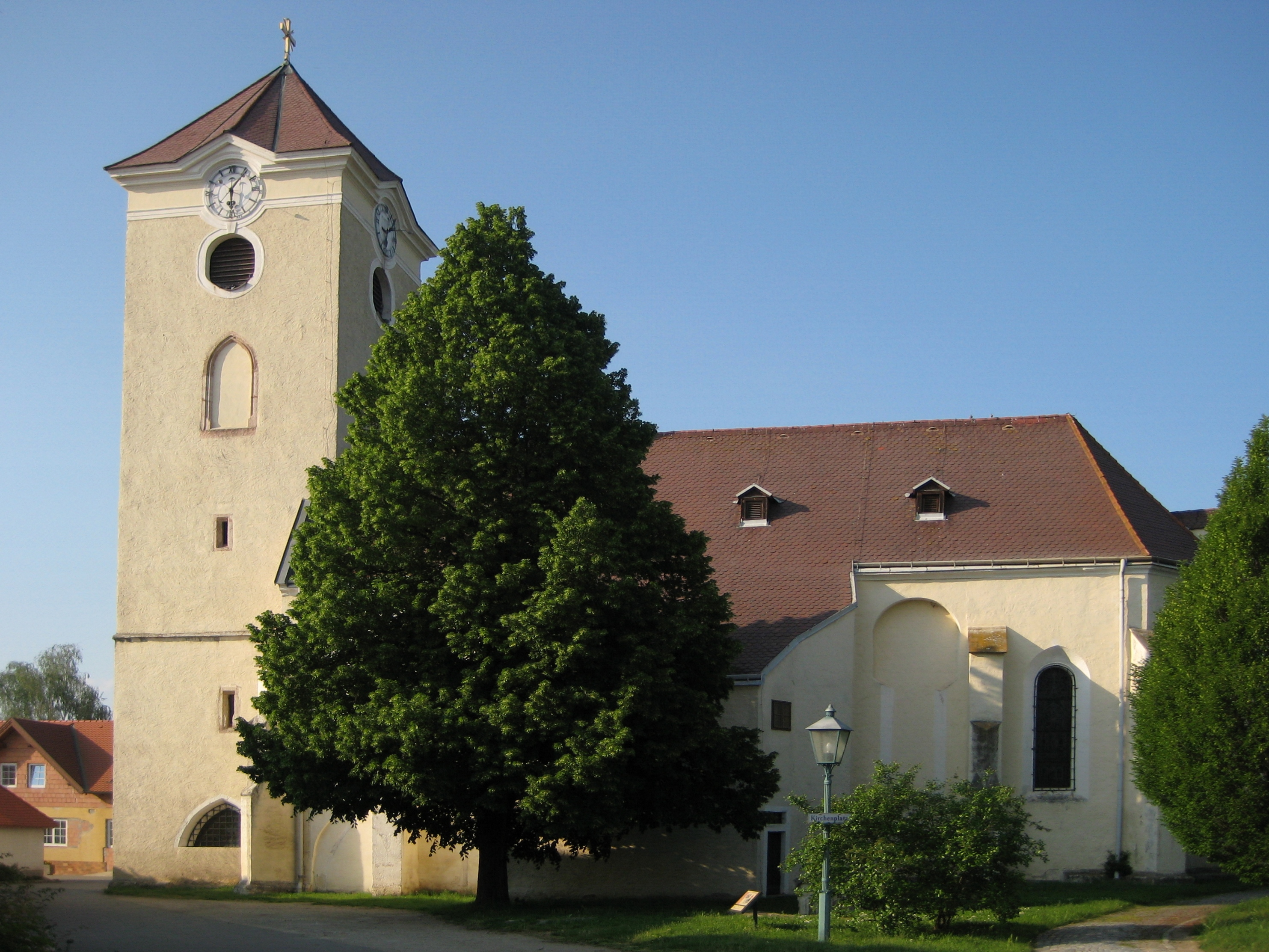
A Szt. Ágoston-plébániatemplom

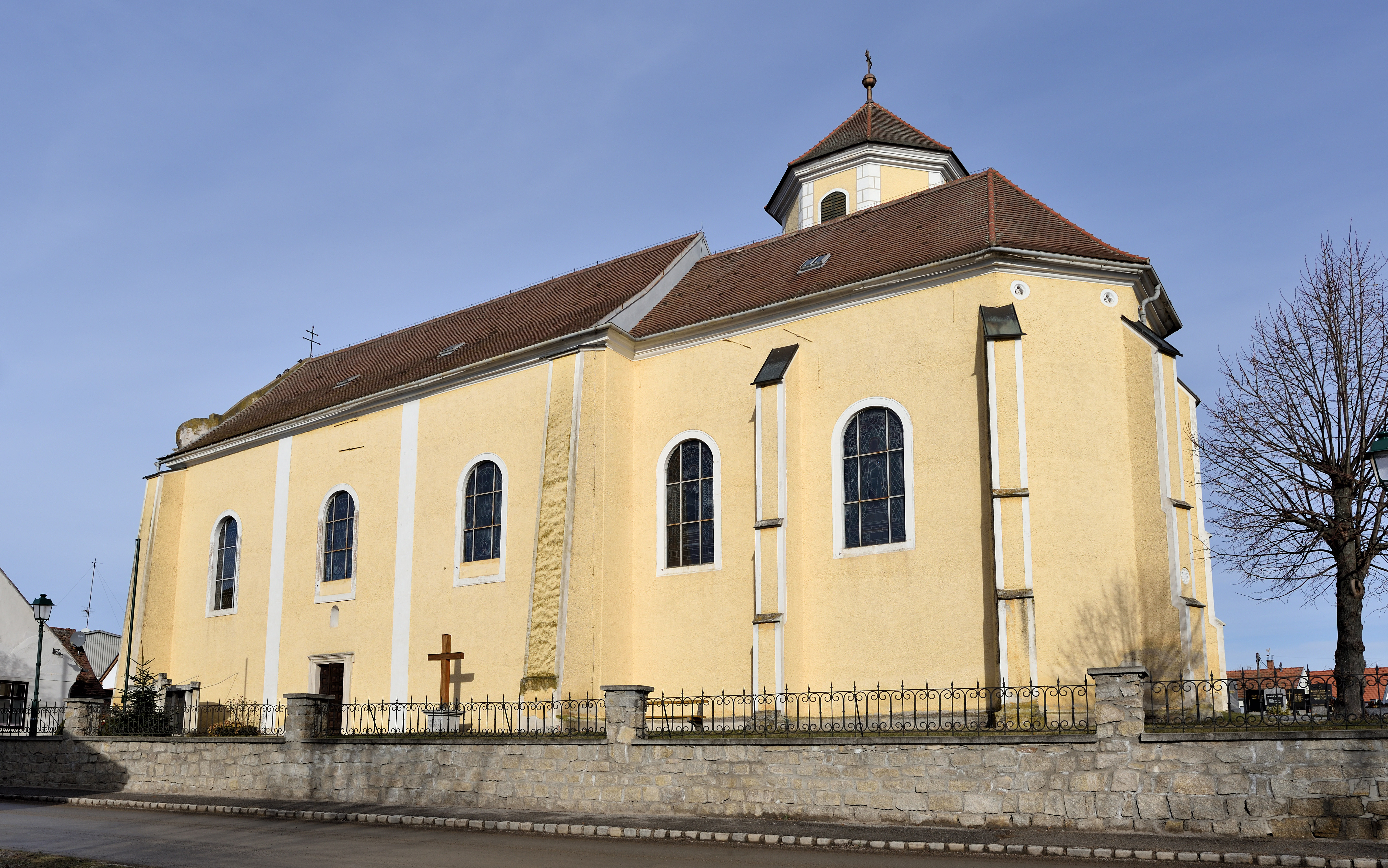
A Szt. Miklós- és Orbán-plébániatemplom

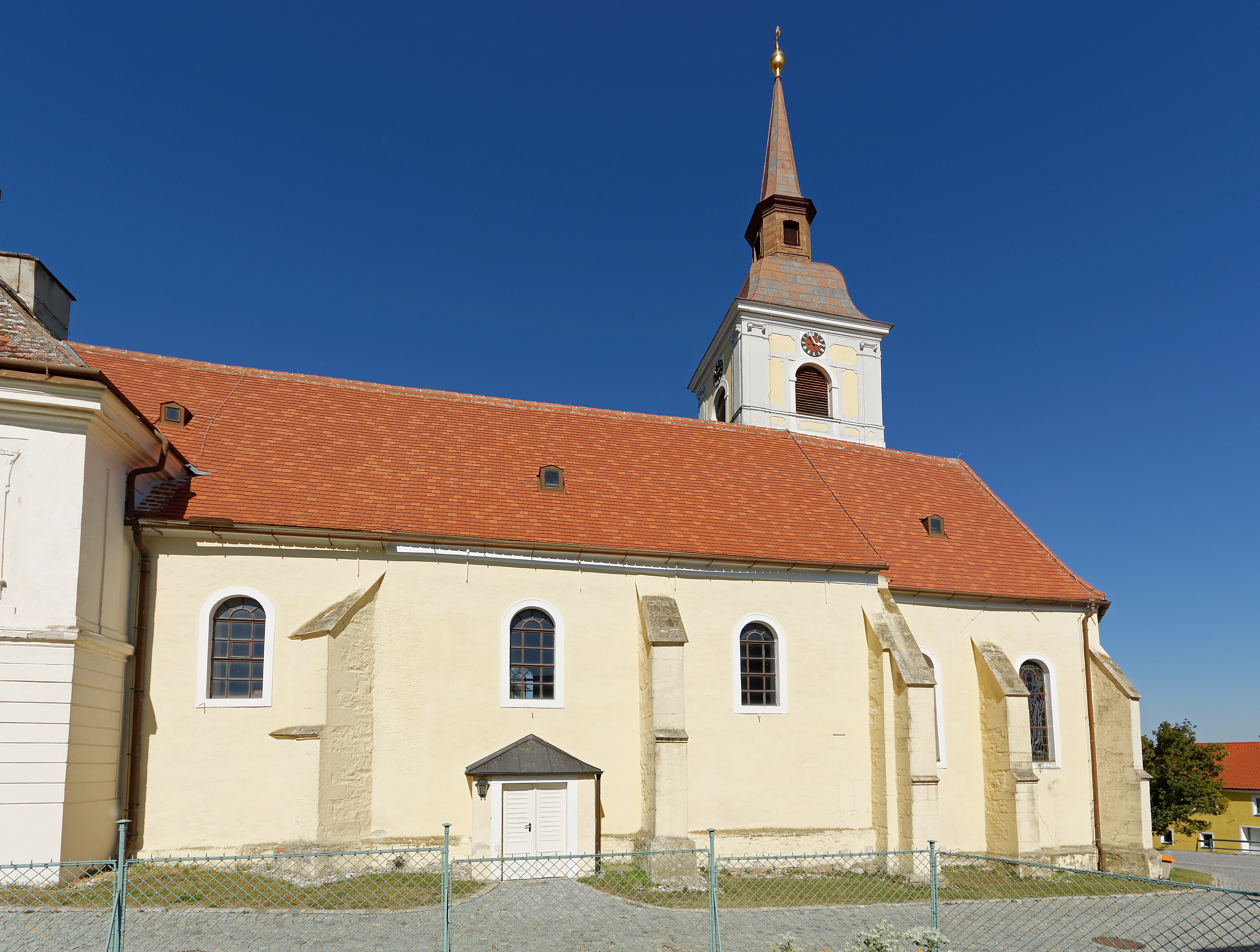
A Szentháromság-plébániatemplom

Schrattenthalt 1220-ban említik először. 1425-ben a husziták néhány napos ostrommal elfoglalták és kifosztották. 1434-ben Ulrich von Eyczing szerezte meg és bár jelentős várak és városok hűbérura volt a Duna és Morvaország között, itt rendezte be székhelyét. Új várat építtetett és a települést fallal vétette körül. 1472-ben III. Frigyes császár városjogot  és címert adományozott Schrattenthalnak. 1501-ben a városban alapították Alsó-Ausztria első nyomdáját. 1563-ban az Eyczing-család áttért a protestáns hitre és a Rajnai Palotagrófságból hozatott prédikátort. Schrattenthal így a protestantizmus egyik bástyájává vált a tartományban. A harmincéves háború kitörésekor az Eyczing-család birtokait elkobozták és a kisváros többször is gazdát cserélt. 1623-1660 között a Strozzi grófoké volt. 1645-ben, amikor a svédek betörtek Ausztriába, Lennart Torstensson a városban rendezte be a főhadiszállását. Schrattenthal 1660-1734 között az Adlersthurm báróké,, majd a Hartig grófoké volt. 1740-ben felmérték a földeket és megszámozták a házakat; összesen 57-et számláltak meg. A külvárosban négy ház volt, itt laktak a lenézett szakmák művelői, a hóhér, a sintér és a csordás. 
1783-ban a városka nagy része leégett. Az újjáépítést részben a városfal köveiből végezték. A napóleoni háborúk során orosz csapatok (1797-ben Szuvorové, 1805-ben Kutuzové), 1809-ben pedig osztrák orosz és francia katonák haladtak át Schrattenthalon. 
Az 1848-as forradalmat követően felszámolták a feudális birtokstruktúrát, megalakult a város önkormányzat és 1850-ben polgármestert választottak, mégpedig a korábbi hűbérurat, Hermann von Attems grófot. Az 1866-os porosz-osztrák háborúban a poroszok megszállták Schrattenthalt és behurcolták a kolerát; a járványban ketten haltak meg. 
A második világháború végén a Wehrmacht 1945. április 11-étől május 8-ig feltartotta a szovjet hadsereget, majd miután felrobbantották a hidakat, visszavonultak. A szovjetek ezután megszállták a várost. 
1972-ben a szomszédos Obermarkersdorf és Waitzendorf községeket Schrattenthal önkormányzatához csatolták. 

## Lakosság
A schrattenthali önkormányzat területén 2022 januárjában 893 fő élt. A lakosságszám 1934-ben érte el a csúcspontját 1502 fővel, utána csökkenni kezdett, bár az utóbbi évtizedekben stabilizálódott. 2020-ban az ittlakók 97,2%-a volt osztrák állampolgár; a külföldiek közül 0,8% a régi (2004 előtti), 1,3% az új EU-tagállamokból érkezett. 0,2% az egykori Jugoszlávia (Szlovénia és Horvátország nélkül) vagy Törökország, 0,4% egyéb országok polgára volt. 2001-ben a lakosok 95,1%-a római katolikusnak, 3,5% pedig felekezeten kívülinek vallotta magát. Ugyanekkor a legnagyobb nemzetiségi csoportot a németek (98,6%) mellett a csehek alkották 3 fővel (0,3%).
A népesség változása:

| 2016 | 862 |
| 2018 | 868 |

## Látnivalók
- a középkori városfal és városkapu
- a schrattenthali kastély
- a Szt. Ágoston-plébániatemplom

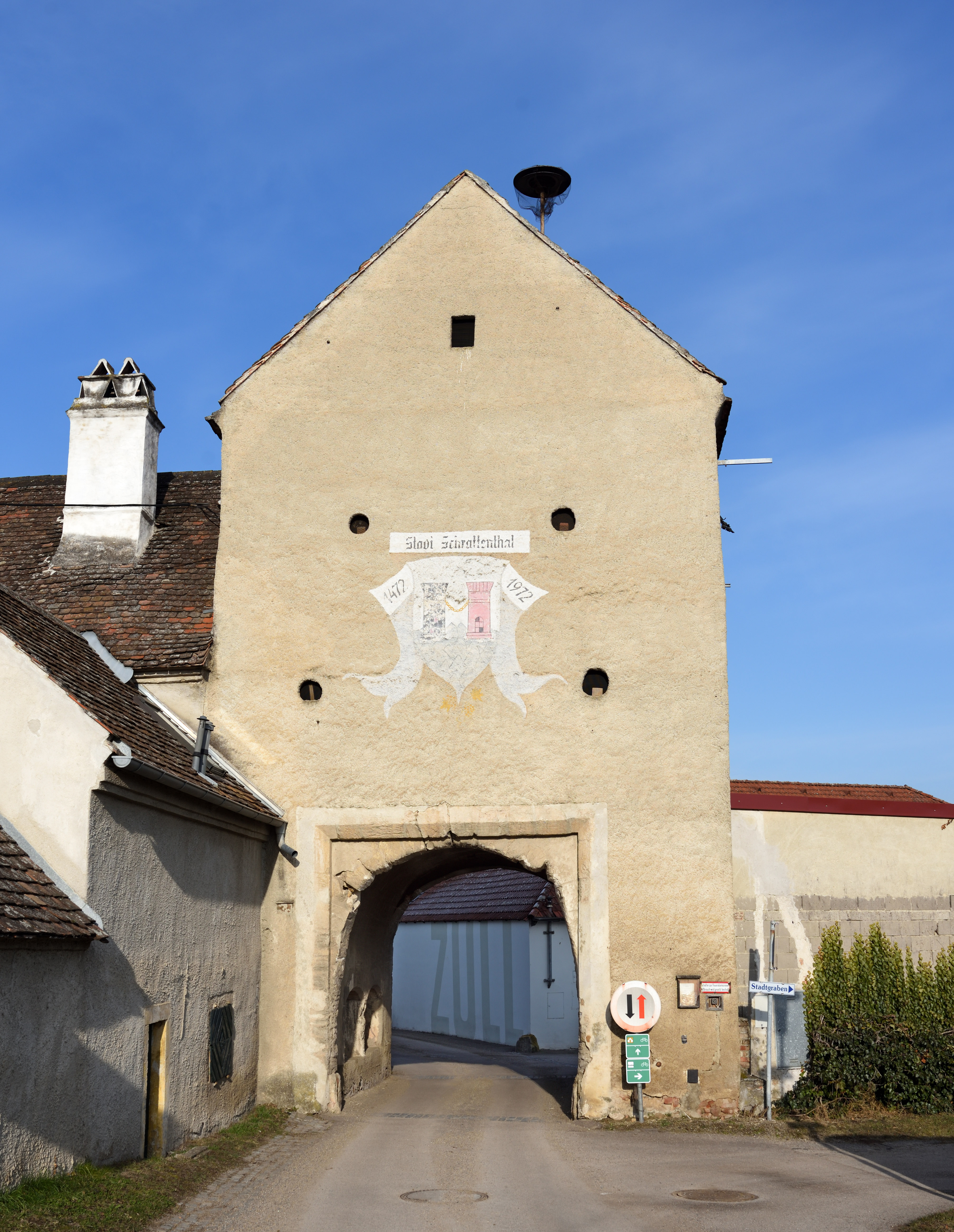
A középkori városkapu

- az obermarkersdorfi Szt. Miklós- és Orbán-plébániatemplom
- a waitzendorfi Szentháromság-plébániatemplom
- a Szt. Benedek-kilátótorony

## Híres schrattenthaliak
- Michaël von Eytzing (~1530–1598), diplomata, történész

## Fordítás
- Ez a szócikk részben vagy egészben  a   Schrattenthal című német Wikipédia-szócikk ezen változatának fordításán alapul.  Az eredeti cikk szerkesztőit annak laptörténete sorolja fel. Ez a jelzés csupán a megfogalmazás eredetét és a szerzői jogokat jelzi, nem szolgál a cikkben szereplő információk forrásmegjelöléseként.